# Marcel Boungou
Marcel Boungou, né en 1951 à Dolisie, Congo-Brazzaville, est un chanteur congolais de gospel évangélique et un pasteur .

## Biographie
Marcel Boungou est né en 1951 à Dolisie, petite ville du Congo-Brazzaville, aujourd’hui République du Congo. Après avoir entendu à l’église les psaumes et hymnes de l’Europe luthérienne et les grands classiques du negro spiritual et du gospel, il est appelé tout jeune à chanter en chorale puis, vers ses 15 ans, à en assurer la direction. Il se met aussi à composer en langue congolaise des chants inspirés des rythmes africains.

### Carrière
À la fin des années 1970, Marcel Boungou crée son premier groupe vocal : « Les Perles ». Le succès d’un voyage en Europe, couronné pour lui et ses compagnons d’un 1er Prix du Jury au Festival de musique populaire de Dresde en 1981, les amène à s’installer en France l’année suivante et à y poursuivre avec leur quatuor, devenu les « Palata Singers », une carrière internationale qui durera plus de vingt-huit ans. "Le pasteur et chantre congolais Marcel Boungou (...) est passé, en île-de-France, par toutes les étapes de la dialectique intégrative et interculturelle, de la quasi clandestinité d’un chanteur évangélique « sans papier » à la gloire d’un interprète sur le haut de l’affiche aux côtés de Ray Charles". En 2000, il publie son autobiographie.
Consacré « Meilleure voix masculine »  au VIe Festival international de Gospel de Paris en 1999, Marcel Boungou – qui a partagé la scène avec des artistes comme Ray Charles, le Golden Gate Quartet, Kool Matopé, Rodha Scott, Jackson Babingui, Jean-Jacques Milteau, Manu Galvin ou Liz McComb – continue depuis à chanter en soliste negro spirituals et gospels, accompagné de petites formations vocales et instrumentales comme le « Em'Bee Gospel Moove » ou de grandes chorales comme « Cent Voix pour le Gospel » .
À la fois chanteur et pasteur depuis mai 2005, il est conducteur de louange avec la chorale « Total Praise » du Centre du Réveil Chrétien International (CRC), une église pentecôtiste, dirigé par les pasteurs David et Jocelyne GOMA à La Plaine-Saint-Denis "Région Parisienne" .